# Чемпіонат України з легкої атлетики в приміщенні 2003
Чемпіонат України з легкої атлетики в приміщенні 2003 серед дорослих був проведений 21-23 лютого в Сумах в наново збудованому манежі Української академії банківської справи.

## Призери

### Чоловіки
| Дисципліни                | Золото                                        | Золото  | Срібло                                                        | Срібло         | Бронза                                     | Бронза  |
| ------------------------- | --------------------------------------------- | ------- | ------------------------------------------------------------- | -------------- | ------------------------------------------ | ------- |
| 60 метрів                 | Анатолій Довгаль Харківська область           | 6,69    | Костянтин Васюков Донецька область                            | 6,78           | Олександр Кайдаш Харківська область        | 6,83    |
| 200 метрів                | Олександр Кайдаш Харківська область           | 21,58   | Дмитро Глущенко Харківська область                            | 21,61          | Станіслав Пупов Донецька область           | 22,04   |
| 400 метрів                | Володимир Демченко Дніпропетровська область   | 47,60   | Володимир Рибалка Київ                                        | 47,75          | Михайло Дмитрієв Запорізька область        | 47,77   |
| 800 метрів                | Володимир Ковалик Івано-Франківська область   | 1.49,87 | Олег Лобанов Київ                                             | 1.49,91 NIU23R | Максим Петров Київська область             | 1.52,09 |
| 1500 метрів               | Іван Гешко Чернівецька область                | 3.41,27 | Василь Цікало Львівська область                               | 3.46,64        | Сергій Шияновський Сумська область         | 3.53,25 |
| 3000 метрів               | Дмитро Барановський Київська область          | 8.03,15 | Олександр Сітковський Донецька область                        | 8.04,19        | Ярослав Мушинський Молдова                 | 8.06,29 |
| 60 метрів з бар'єрами     | Сергій Демидюк Київ                           | 7,85    | Володимир Овчаров Київ                                        | 7,98           | Геннадій Горбенко Дніпропетровська область | 8,17    |
| 3000 метрів з перешкодами | Сергій Редько Луганська область               | 8.37,02 | Анатолій Харковець Рівненська область                         | 8.45,00 NIU23R | Андрій Топтун Київ                         | 8.45,86 |
| Стрибки у висоту          | Андрій Соколовський Вінницька область         | 2,30    | Юрій Крімаренко Київська область                              | 2,20           | Віктор Шаповал Львівська область           | 2,15    |
| Стрибки з жердиною        | Владислав Ревенко Київська область            | 5,50    | Денис Юрченко Донецька областьАртем Матієнко Донецька область | 5,40           | не вручалась                               |         |
| Стрибки у довжину         | Володимир Зюськов Донецька область            | 8,12    | Валерій Васильєв Сумська область                              | 7,96           | Олексій Лукашевич Дніпропетровська область | 7,87    |
| Потрійний стрибок         | Сергій Ізмайлов Полтавська область            | 16,89   | Микола Саволайнен Київ                                        | 16,68          | Віктор Ястребов Київська область           | 16,67   |
| Штовхання ядра            | Юрій Білоног Одеська область                  | 21,46   | Юрій Пархоменко Київ                                          | 18,91          | Андрій Бородкін Донецька область           | 18,73   |
| Семиборство               | Володимир Михайленко Дніпропетровська область | 5782    | Сергій Блонський Київська область                             | 5691           | Сергій Андросович Дніпропетровська область | 5561    |

### Жінки
| Дисципліни                | Золото                                    | Золото       | Срібло                                   | Срібло         | Бронза                                  | Бронза  |
| ------------------------- | ----------------------------------------- | ------------ | ---------------------------------------- | -------------- | --------------------------------------- | ------- |
| 60 метрів                 | Ірина Кожемякіна Дніпропетровська область | 7,21         | Анжела Кравченко Донецька область        | 7,29           | Олена Пастушенко Харківська область     | 7,32    |
| 200 метрів                | Марина Майданова Харківська область       | 23,43        | Олена Пастушенко Харківська область      | 23,58          | Людмила Ніколенко Донецька область      | 23,78   |
| 400 метрів                | Антоніна Єфремова Донецька область        | 52,31 NIU23R | Наталія Макух Миколаївська область       | 53,84          | Тетяна Дебела Дніпропетровська область  | 53,87   |
| 800 метрів                | Ірина Ліщинська Донецька область          | 2.05,35      | Тетяна Петлюк Київ                       | 2.06,07        | Юлія Кревсун Донецька область           | 2.06,98 |
| 1500 метрів               | Ірина Ліщинська Донецька область          | 4.09,37      | Неля Непорадна Івано-Франківська область | 4.10,57 NIU20R | Олена Фадєєва Київ                      | 4.13,74 |
| 3000 метрів               | Наталія Тобіас Донецька область           | 9.11,61      | Тетяна Головченко Київська область       | 9.19,63        | Оксана Мельцаєва Донецька область       | 9.24,56 |
| 60 метрів з бар'єрами     | Тетяна Ладовська Київська область         | 8,13         | Євгенія Снігур Харківська область        | 8,48           | Людмила Щербина Одеська область         | 8,72    |
| 2000 метрів з перешкодами | Варвара Шесток АР Крим                    | 6.37,55      | Марина Микита Донецька область           | 6.38,63        | Валентина Горпинич Миколаївська область | 6.40,60 |
| Стрибки у висоту          | Інга Бабакова Миколаївська область        | 1,92         | Олена Холоша Черкаська область           | 1,86           | Віта Стьопіна Миколаївська область      | 1,86    |
| Стрибки з жердиною        | Наталія Кущ Донецька область              | 4,30         | Людмила Вайленко Донецька область        | 4,20           | Євгенія Коткова Донецька область        | 4,10    |
| Стрибки у довжину         | Інеса Кравець Київ                        | 6,79         | Вікторія Вершиніна Київ                  | 6,44           | Олена Шеховцова Київ                    | 6,33    |
| Потрійний стрибок         | Олена Говорова Київ                       | 13,86        | Христина Нейжпапа Донецька область       | 13,65          | Катерина Чернявська Харківська область  | 13,48   |
| Штовхання ядра            | Вікторія Павлиш Київська область          | 20,44        | Оксана Захарчук Київська область         | 17,37          | Світлана Шевченко Київська область      | 15,45   |
| П'ятиборство              | Наталія Добринська Вінницька область      | 4383         | Марина Брюхач Харківська область         | 4304           | Віра Єпімашко Білорусь                  | 4243    |